# Lady Henry Somerset
Lady Henry Somerset (Londen, 3 augustus 1851 - aldaar 12 maart 1921), geboren Isabella Caroline Somers-Cocks, was een Britse filantroop, leidster van matigingsbeweging en voorvechter van vrouwenrechten. Als voorzitter van de British Women's Temperance Association sprak ze op de eerste World Woman's Christian Temperance Union - conventie in Boston in 1891.

## Biografie
Isabella Caroline Somers-Cocks werd geboren in Londen als eerste van drie dochters van Charles Somers-Cocks, de 3de Earl Somers, en zijn vrouw Virginia (geboren Pattle). Ze was van moederskant een nicht van de fotograaf Julia Margaret Cameron en een neef van de moeder van de schrijver Virginia Woolf, Julia Stephen. Lady Isabella kreeg een privéopleiding. Aangezien ze geen broers had, waren zij en haar zus Adeline Russell, hertogin van Bedford, mede-erfgenamen van hun vader; de derde zus, Virginia, overleed als kind aan difterie. Zij was diep religieus en ze overwoog in haar jeugd non te worden.
Lady Isabella trouwde op 6 februari 1872 met Lord Henry Somerset en werd bekend als Lady Henry Somerset. De match leek perfect te zijn. Haar echtgenoot was de tweede zoon van Henry Somerset, 8e hertog van Beaufort, en als zodanig zou hij bijna niets erven, in tegenstelling tot haar. Op 18 mei 1874 werd uit het echtpaar een zoon geboren, genaamd Henry Charles Somers Augustus. Lord Henry was echter homoseksueel en het huwelijk was gedoemd te mislukken. Homoseksuele handelingen van mannen waren een strafbaar feit in het Verenigd Koninkrijk toentertijd, maar van vrouwen werd verwacht dat ze een oogje dichtknepen voor elke vorm van ontrouw van hun man. Lady Henry trotseerde de sociale conventies door van haar man te scheiden en hem aan te klagen voor de voogdij over hun zoon, waardoor zijn seksuele geaardheid openbaar werd gemaakt. Ze won de rechtszaak in 1878 en hervatte de aanspreekvorm  van Lady Isabella Somerset, maar werd buitengesloten door de upper class. 
Lord Henry vertrok naar Italië, maar het paar is nooit gescheiden vanwege haar sterke religieuze overtuiging. Lady Henry trok zich terug in Ledbury, vlakbij haar ouderlijk huis, waar ze zich bezighield met liefdadigheidswerk. Haar vader stierf in 1883 en liet haar Eastnor Castle, landgoederen in Gloucestershire en Surrey, eigendommen in Londen en sloppenwijken in de East End achter. Gedoopt en opgevoed als anglicaan, werd ze een methodist in de jaren 1880.
Lady Henry raakte geïnteresseerd in de matigingsbeweging nadat een goede vriend van haar dronken zelfmoord had gepleegd. Ze was welsprekend en meeslepend en werd in 1890 verkozen tot voorzitster van de British Women's Temperance Association. Het jaar daarop reisde ze naar de Verenigde Staten, waar ze Frances Willard, voorzitster van de World Woman's Christian Temperance Union, ontmoette en sprak op de eerste WWCTU-conventie ter wereld in Boston. Willard maakte dat Lady Henry al snel werd gekozen tot vice-voorzitter van de organisatie en bracht haar meerdere keren uitgebreide bezoeken in Groot-Brittannië. Tijdens Lady Henry's termijn als voorzitter van de BWTA groeide de organisatie snel en had een grote politieke en sociale invloed. Ze sloot zich aan bij de Liberal Party, en bij Frederick Sleigh Roberts en William Booth. 
Lady Henry promootte anticonceptie; in 1895 beweerde ze dat zonde begint met een ongewenst kind. In 1897 hielp haar vriendschap met de anglicaanse priester Basil Wilberforce haar zich te verzoenen met de Church of England.
Haar critici beweerden dat Willard te veel invloed had op de BWTA. Hoewel Lady Henry ontkende dat ze van plan was om van de BWTA een beweging voor vrouwenkiesrecht te maken, pleitten zij en Willard openlijk voor "emancipatie" van vrouwen. Van 1894 tot 1899 gaf ze het wekelijkse Britse feministische tijdschrift The Woman's Signal uit. Naarmate de organisatie meer leden kreeg, werd de voorzitster ambitieuzer. Ze steunde het verlenen van vergunningen voor prostitutie in delen van India als middel om de verspreiding van seksueel overdraagbare aandoeningen onder Britse soldaten tegen te gaan. Het standpunt was wijdverbreid onder de aristocratie, maar vervreemdde haar van de rest van de BWTA. Na ruzie met Josephine Butler werd Lady Henry in 1898 gedwongen haar mening te herroepen, om te voorkomen dat de organisatie uiteen zou vallen. Na de dood van Willard in hetzelfde jaar nam Lady Henry de functie van voorzitster van de World's Woman's Christian Temperance Association op zich (tot 1906), met een bezoek aan de Verenigde Staten voor de laatste keer in 1903. Ze gaf het leiderschap van de BWTA op. Rosalind Howard, gravin van Carlisle, volgde haar op, zowel in de BWTA als de WWCTU.
Lady Henry werd een vegetariër in 1905. Ze geloofde dat een vegetarisch dieet het alcoholprobleem zou elimineren.

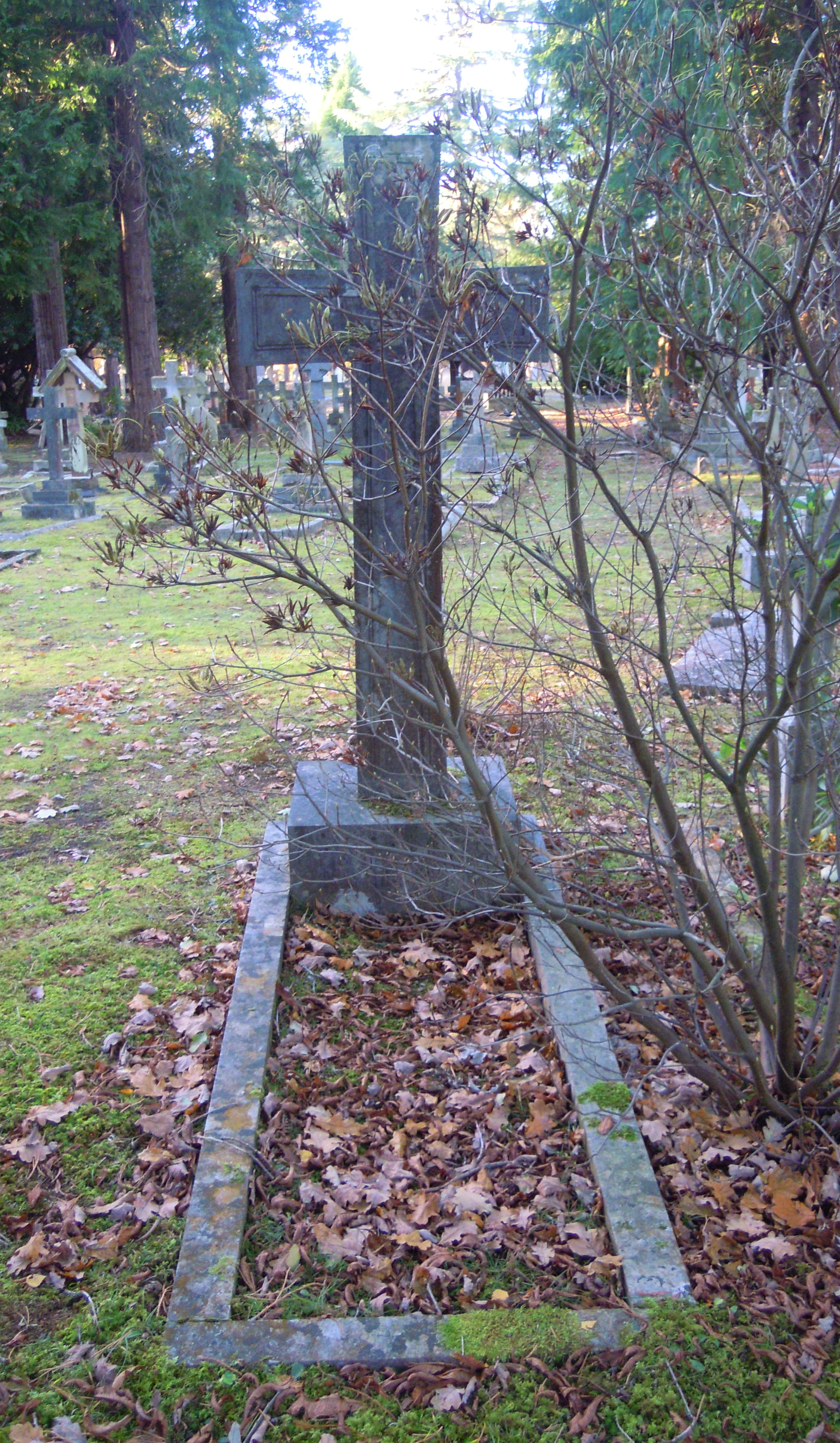
Lady Henry Somerset's graf in Brookwood Cemetery

Lady Henry wijdde de rest van haar leven aan de 'Colony for Women Inebriates' (gemeenschap van alcoholverslaafde vrouwen), Duxhurst, in Reigate, die ze in 1895 had geopend. als haar belangrijkste taak.
In 1913 kozen de lezers van London Evening News Lady Henry als de vrouw die ze het liefst zouden willen als de eerste vrouwelijke premier van het Verenigd Koninkrijk. Haar flat in Londen raakte beschadigd tijdens een Zeppelin aanval in de Eerste Wereldoorlog. Ze bleef hard werken voor de armen, vooral vrouwen, gebruikmakend van haar rijkdom en prestige. Ze stierf in Londen op 12 maart 1921 na een korte ziekte. Ze werd overleefd door haar vervreemde echtgenoot en hun enige kind, die trouwde met Lady Katherine, een dochter van William Beauclerk. 
Ze is begraven in de Brookwood Cemetery.
- Lady Henry Somerset, Frances Willard and Duxhurst
- Lady Henry Somerset
- Lady Henry Somerset of Eastnot Castle[dode link]
- Figure on a Drinking Fountain, door George Edward Wade